# Jean de Chabannes
Jean de Chabannes, seigneur de Vendenesse, dit « le Petit Lion » (1464- tué à Rebec, le 30 avril 1524) est un général de Louis XII et de François Ier.

## Biographie
Membre de la famille de Chabannes, originaire du Limousin,, il est le fils de Geoffroy de Chabannes et de Charlotte de Prie. Il est frère de Jacques II de Chabannes de La Palice. Il épousa Claude Le Viste dont il eut une fille, mariée à Louis de Miolans.
Surnommé Le Petit Lion, il fit prisonnier Bartolomeo d'Alviano lors de la journée d'Agnadel (1509). Il participa à la bataille de Marignan (1515). 
En 1521, forcé de rendre à Pescaire la ville de Côme, où il s’était renfermé à la hâte, et sans munitions, avec sa compagnie de cinquante lances et cinq cents mercenaires français, il obtint une capitulation honorable ; mais, au mépris des conditions signées, Côme fut livrée au pillage, et la garnison perdit une partie de ses équipages. Chabannes défia Pescaire en combat singulier, disant qu’il s’était comporté en perfide et en lâche ; mais Pescaire rejeta le sac de la ville sur l’indocilité de ses troupes, et ajouta que Vandenesse « mentirait méchamment » s'il persistait à l'inculper, et qu’il l’en convaincrait les armes à la main. Chabannes envoya jeter le gage de bataille et Pescaire le releva. Cependant il fut convenu, de part et d’autre, que, pour vider leur querelle, ils attendraient que la paix ou une trêve entre leurs souverains les rendît libres de disposer de leurs vies ; mais Jean de Chabannes mourut avant la fin de la guerre.
Il se distingua à l'affaire de la Bicoque (1522), mais fut tué lors de la retraite de Rebec en 1524, où Bonivet lui avait confié la garde de l’artillerie. « Oui, dit-il, je vous la garderai, je vous en assure, tant que je vivrai, ou j’y mourrai. » Il soutenait, avec Bayart, tout l’effort des ennemis, lorsqu’ils tombèrent l’un et l’autre mortellement blessés en même temps.